# Karl-Heinz Bernhardt (Theologe)
Karl-Heinz Bernhardt (* 21. Juli 1927 in Erfurt; † 12. August 2004) war ein deutscher evangelischer Theologe, Orientalist und Hochschullehrer mit dem Fachgebiet Altes Testament. Bernhardt war inoffizieller Mitarbeiter und Agent der DDR-Staatssicherheit.

## Leben
Bernhardt studierte evangelische Theologie und promovierte zum Doktor der theologischen Wissenschaften. In sein Lehramt als Professor wurde er an die Universität Rostock sowie an die Humboldt-Universität von Berlin berufen.
Er war Mitglied der Christlichen Friedenskonferenz und von 1965 bis 1986 Vorsitzender ihres DDR-Regionalausschusses.
Bernhardt war unter den Decknamen „IM Förster“ und dann als „IM Jäger“ als inoffizieller Mitarbeiter der DDR-Staatssicherheit tätig, später unter dem Deckmantel archäologischer Forschungen im Nahen Osten auch als Auslandsspion.
Bernhardt veröffentlichte akademische und auch populärwissenschaftliche Schriften über Archäologie, Astronomie und Kosmologie. Er setzte sich unter anderem mit pseudowissenschaftlichen Thesen des Autors Erich von Däniken auseinander.

## Werke
Bücher
- Gott und Bild. Evangelische Verlagsanstalt, Berlin 1956
- Die gattungsgeschichtliche Forschung am Alten Testament als exegetische Methode. Evangelische Verlagsanstalt, Berlin 1959
- Das Problem der altorientalischen Königs-Ideologie im Alten Testament. Brill, Leiden 1961
- Die Umwelt des Alten Testaments. Gütersloher Verlagshaus G. Mohn, Gütersloh 1967
- Schalom. Calwer Verlag, Stuttgart 1971
- Der alte Libanon. Verlag Koehler & Amelang, Leipzig 1976 (Schroll, Wien-München, 1977)
- Sind wir Astronautenkinder? Die falschen Sensationen des Erich von Däniken im Lichte der biblischen Archäologie. Union Verlag Berlin, 1. Aufl. 1978

Lexikalische Beiträge
- In Theologische Realenzyklopädie. Herausgegeben von Gerhard Müller in Gemeinschaft mit H. Balz, J. K. Cameron, C. Grethlein, S. G. Hall, B. L. Hebblethwaite, K. Hoheisel, W. Janke, V. Leppin, K. Schäferdiek, G. Seebaß, H. Spieckermann, G. Stemberger, K. Stock: Dalman, Gustaf (Karl-Heinz Bernhardt), 8,322–323